# Clelia Matania
Clelia Matania (Londra, 18 settembre 1918 – Roma, 13 ottobre 1981) è stata un'attrice italiana.

## Biografia
Nata a Londra ma di origini napoletane, figlia del pittore Fortunino Matania e nipote del pittore ed illustratore Edoardo Matania, ancora giovanissima cominciò a lavorare nel teatro di rivista accanto a Totò (Volumineide, 1941), e a partire dalla metà degli anni quaranta si dedicò con sempre maggiore impegno al cinema, in cui si distinse come amabile caratterista in numerose commedie, spesso al fianco di Totò (viene ricordata soprattutto nel ruolo della cameriera svampita nel celebre Totò e le donne, 1952).
Apparve anche in televisione, in un episodio della serie Le inchieste del commissario Maigret del 1966 (L'ombra cinese) e in sceneggiati come Bambole: scene di un delitto perfetto (1980) di Giulio Negrin e La Medea di Porta Medina (1981) di Piero Schivazappa. Da segnalare anche la sua interpretazione della madre pugliese di Delia Scala nel varietà televisivo Signore e signora (1970).
Muore nel 1981 a 63 anni a causa di un cancro.

## Filmografia
- Partire, regia di Amleto Palermi (1938)
- I figli del marchese Lucera, regia di Amleto Palermi (1938)
- Inventiamo l'amore, regia di Camillo Mastrocinque (1938)
- Follie del secolo, regia di Amleto Palermi (1939)
- Napoli che non muore, regia di Amleto Palermi (1939)
- Papà per una notte, regia di Mario Bonnard (1939)
- Il socio invisibile, regia di Roberto Roberti (1939)
- Luna di miele, regia di Giacomo Gentilomo (1941)
- La compagnia della teppa, regia di Corrado D'Errico (1941)
- Primo amore, regia di Carmine Gallone (1941)
- La fuggitiva, regia di Piero Ballerini (1941)
- A che servono questi quattrini?, regia di Esodo Pratelli (1942)
- Se io fossi onesto, regia di Carlo Ludovico Bragaglia (1942)
- Casanova farebbe così!, regia di Carlo Ludovico Bragaglia (1942)
- Perdizione, regia di Carlo Campogalliani (1942)
- Sempre più difficile, regia di Piero Ballerini e Renato Angiolillo (1943)
- L'ippocampo, regia di Gian Paolo Rosmino (1943)
- Il ratto delle Sabine, regia di Mario Bonnard (1945)
- Il marito povero, regia di Gaetano Amata (1946)
- Addio, mia bella Napoli!, regia di Mario Bonnard (1946)
- L'isola del sogno, regia di Ernesto Remani (1947)
- 11 uomini e un pallone, regia di Giorgio Simonelli (1948)
- Campane a martello, regia di Luigi Zampa (1949)
- La bisarca, regia di Giorgio Simonelli (1950)
- Angelo tra la folla, regia di Leonardo De Mitri (1950)
- Strano appuntamento, regia di Dezső Ákos Hamza (1950)
- Quo vadis, regia di Mervyn LeRoy (1951)
- Sette ore di guai, regia di Vittorio Metz e Marcello Marchesi (1951)
- Amore e sangue, regia di Marino Girolami (1951)
- I morti non pagano tasse, regia di Sergio Grieco (1952)
- Totò e le donne, regia di Steno e Monicelli (1952)
- Cento piccole mamme, regia di Giulio Morelli (1952)
- Cavallina storna, regia di Giulio Morelli (1953)
- L'uomo, la bestia e la virtù, regia di Steno (1953)
- Stazione Termini, regia di Vittorio De Sica (1953)
- Anni facili, regia di Luigi Zampa (1953)
- La spiaggia, regia Alberto Lattuada (1954)
- Carosello napoletano, regia di Ettore Giannini (1954)
- Guai ai vinti, regia di Raffaello Matarazzo (1954)
- La piccola guerra (Les hussards), regia di Alex Joffè (1955)
- I pinguini ci guardano, regia di Guido Leoni (1955)
- Guerra e pace (War and Peace), regia di King Vidor (1956)
- Mamma sconosciuta, regia di Carlo Campogalliani (1956)
- I giorni più belli, regia di Mario Mattoli (1956)
- Moglie e buoi..., regia di Leonardo De Mitri (1956)
- Cantando sotto le stelle, regia di Marino Girolami (1956)
- Montecarlo, regia di Giulio Macchi (1956)
- Orlando e i paladini di Francia, regia di Pietro Francisci (1956)
- Difendo il mio amore, regia di Giulio Macchi (1956)
- Addio alle armi (A Farewell to Arms), regia di Charles Vidor (1957)
- Anna di Brooklyn, regia di Vittorio De Sica e Carlo Lastricati (1958)
- Arrivederci Roma, regia di Roy Rowland (1958)
- Napoli, sole mio!, regia di Giorgio Simonelli (1958)
- Cinque ore in contanti, regia di Mario Zampi (1960)
- Rapina al quartiere ovest, regia di Filippo Walter Ratti (1960)
- La garçonnière, regia di Giuseppe De Santis (1960)
- Il relitto, regia di Michael Cacoyannis (1961)
- Il carabiniere a cavallo, regia di Carlo Lizzani (1961)
- Nefertite, regina del Nilo, regia di Fernando Cerchio (1961)
- Il mio amore è scritto nel vento, regia di Luis Cèsar Amadori (1962)
- La città prigioniera, regia di Joseph Anthony (1962)
- Giallo a Firenze, regia di Steve Previn (1962)
- Accadde un'estate (The Battle of the Villa Fiorita), regia di Delmer Daves (1965)
- Nessuno mi può giudicare, regia di Ettore Maria Fizzarotti (1966)
- Perdono, regia di Ettore Maria Fizzarotti (1966)
- Chimera, regia di Ettore Maria Fizzarotti (1968)
- Barbagia, regia di Carlo Lizzani (1969)
- Il segreto di Santa Vittoria (The Secret of Santa Vittoria), regia di Stanley Kramer (1969)
- Sul far della notte (Just avant la nuit), regia di Claude Chabrol (1971)
- A Venezia... un dicembre rosso shocking (Don't Look Now), regia di Nicolas Roeg (1973)
- La storia di Lady Hamilton (The Nelson Affair), regia di Jones James Cellan (1973)
- Le farò da padre, regia di Alberto Lattuada (1974)
- Baby Sitter - Un maledetto pasticcio (Jeune fille libre le soir), regia di René Clément (1975)
- Vergine, e di nome Maria, regia di Sergio Nasca (1975)
- L'Italia s'è rotta, regia di Steno (1976)
- Bambole: scene di un delitto perfetto, regia di Alberto Negrin (1980)
- Bim bum bam, regia di Aurelio Chiesa (1981)

### Doppiatrici
- Rosetta Calavetta in Sempre più difficile
- Lydia Simoneschi in I giorni più belli
- Renata Marini in Nefertite, regina del Nilo
- Adriana Sivieri in Moglie e buoi...
- Miranda Bonansea in Giallo a Firenze

Come doppiatrice ha dato voce a Fiorella Betti in Sperduti nel buio.

## La rivista radiofonica Rai
- Rivista... delle riviste, Album n° 2, di Nelli e Mangini, regia di Nino Meloni, trasmessa il 22 novembre 1945.
- Il casino di campagna, di Alberto Casella, regia di Alberto Casella, trasmessa il 28 febbraio 1949.

## Prosa radiofonica Rai
- Serenata perduta, di Pierre Rocher, regia di Pietro Masserano Taricco, trasmessa il 16 febbraio 1950.
- L'erba è ricresciuta, di Antonio Santoni Rugiu, regia di Guglielmo Morandi, trasmessa il 17 marzo 1951.
- Daniele fra i leoni, di Guido Cantini, regia di Anton Giulio Majano, trasmessa il 28 aprile 1958.

## Prosa televisiva Rai
- La sera del sabato di Guglielmo Giannini, regia di Anton Giulio Majano, trasmessa il 25 febbraio 1955.
- Daniele tra i leoni, regia di Anton Giulio Majano, trasmessa il 16 ottobre 1955.
- La fortuna con l'effe maiuscola, regia di Eduardo De Filippo, trasmessa il 17 aprile 1959.
- Il medico dei pazzi, regia di Eduardo De Filippo, trasmessa l'11 maggio 1959.
- Tre calzoni fortunati, regia di Eduardo De Filippo, trasmessa nel 1959.
- Le cinque stagioni, regia di Gianni Amico, trasmessa nel 1976.
- In memoria di una signora amica, di Giuseppe Patroni Griffi, regia di Mario Ferrero, trasmessa dal Secondo canale il 28 ottobre 1978
- Quattro grandi giornalisti, episodio Matilde Serao, regia di Marco Guarnaschelli, 18 febbraio 1980.

## La commedia musicale
- Enrico '61, di Garinei e Giovannini, Teatro Lirico di Milano 26 novembre 1961.